# たつの市立室津民俗館

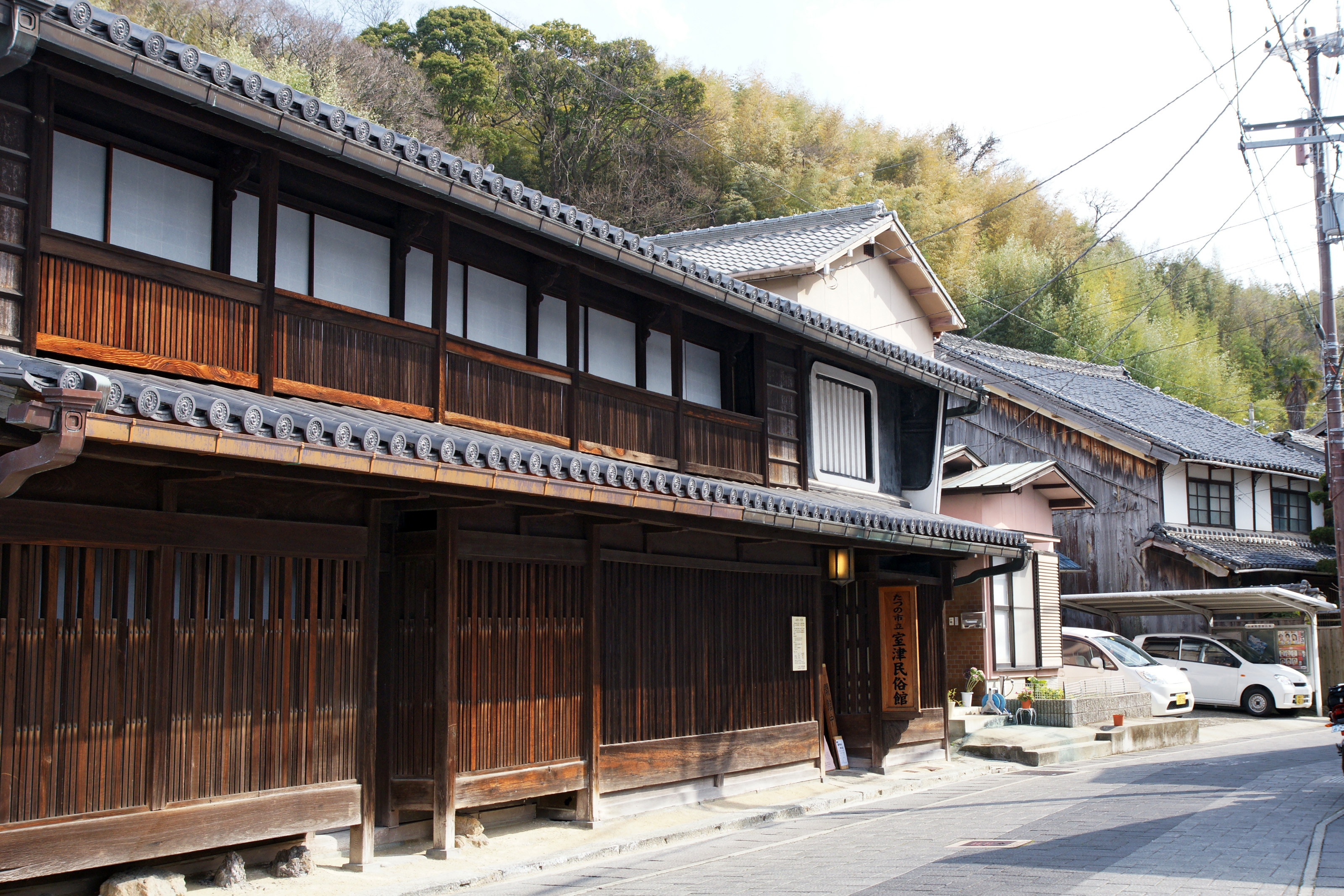
たつの市立室津民俗館（旧豊野家住宅）

たつの市立室津民俗館（たつのしりつむろつみんぞくかん）は兵庫県たつの市室津にある博物館。

## 概要
旧海産物問屋「魚屋」の脇本陣を兼ねた江戸時代築の商家の保存と公開を目的に、御津町が開設した博物館である。御成門を備えた当建造物は室津最盛期の数少ない遺構の一つであり、兵庫県指定文化財（昭和63年3月指定）となっている。
部屋数23、畳数168枚の規模があり、館内には箱階段、隠し階段といった建具や、江戸時代の室津の古地図、登城籠、民具類の展示がある。

## 利用情報
- 所在地 - 〒671-1332 兵庫県たつの市御津町室津306 [2]
- 開館時間 - 9時30分 - 17時、入館は16時30分まで
- 休館日 - 月曜（祝日を除く）・祝日の翌日（土・日・祝日を除く）・年末年始・毎月末
- 入館料 - 200円（高校生以上）、100円（小・中学生）、（団体割引 2割引き 20人以上）
  - たつの市立室津海駅館との共通券 300円（高校生以上）、150円（小・中学生）

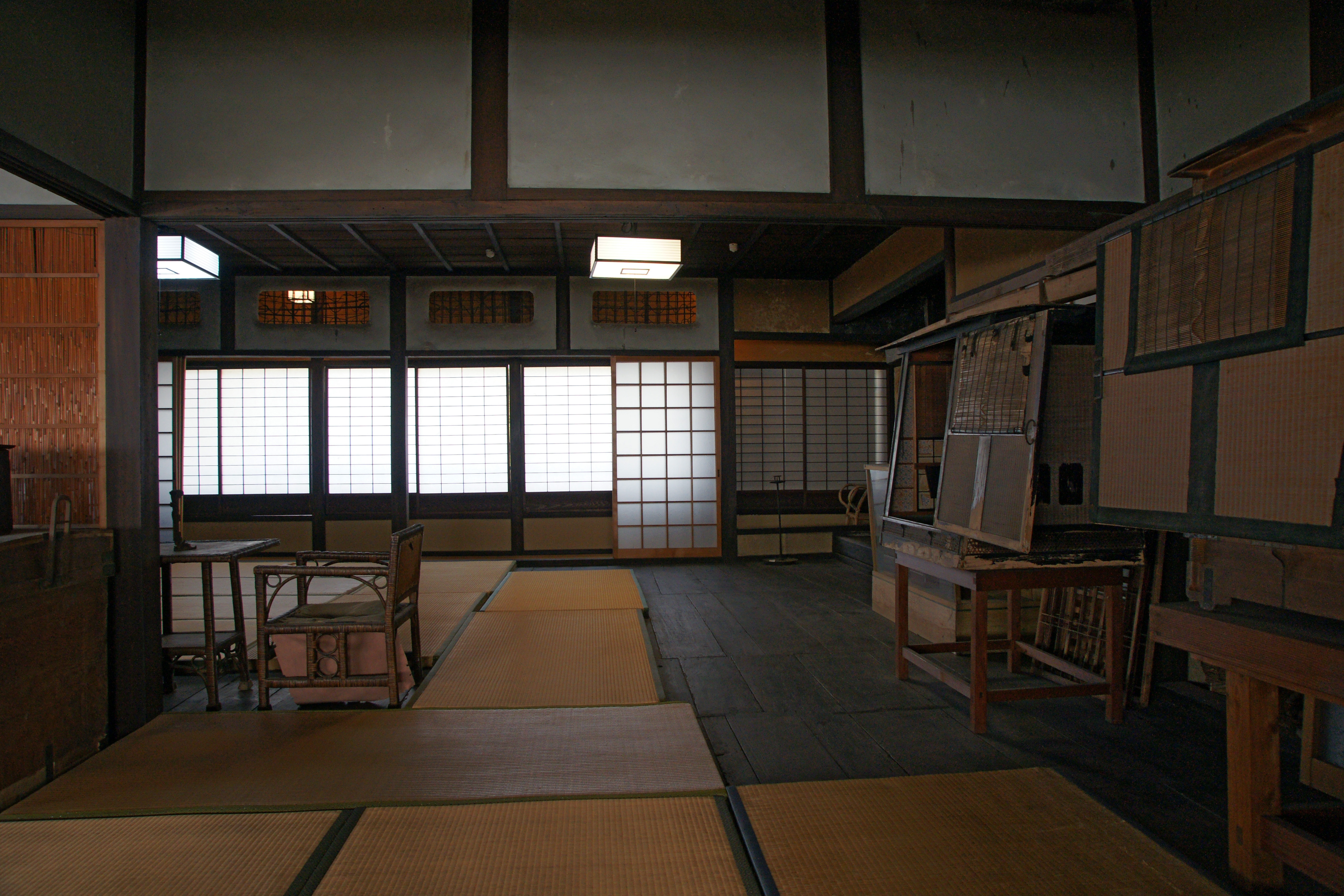
2階
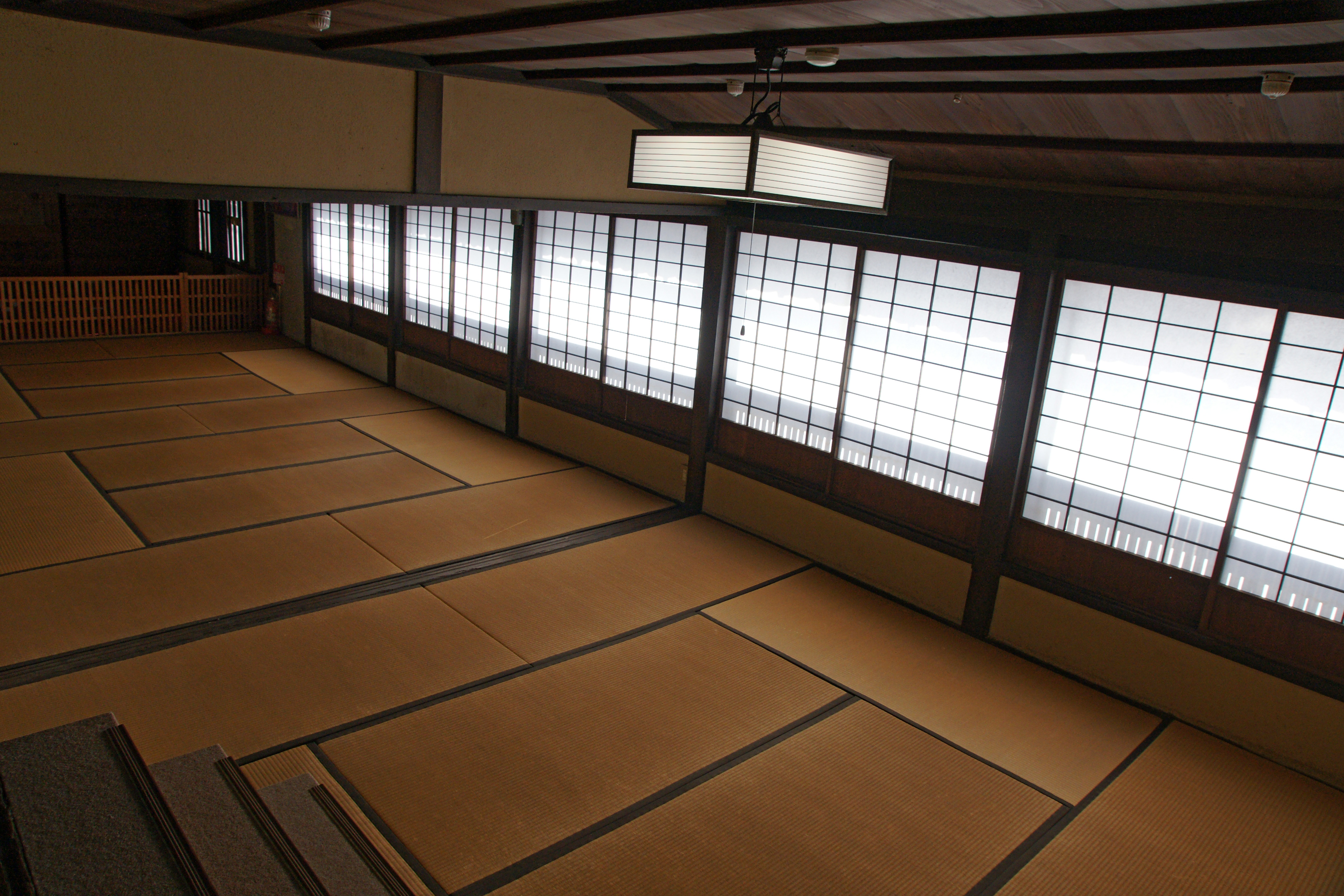
2階
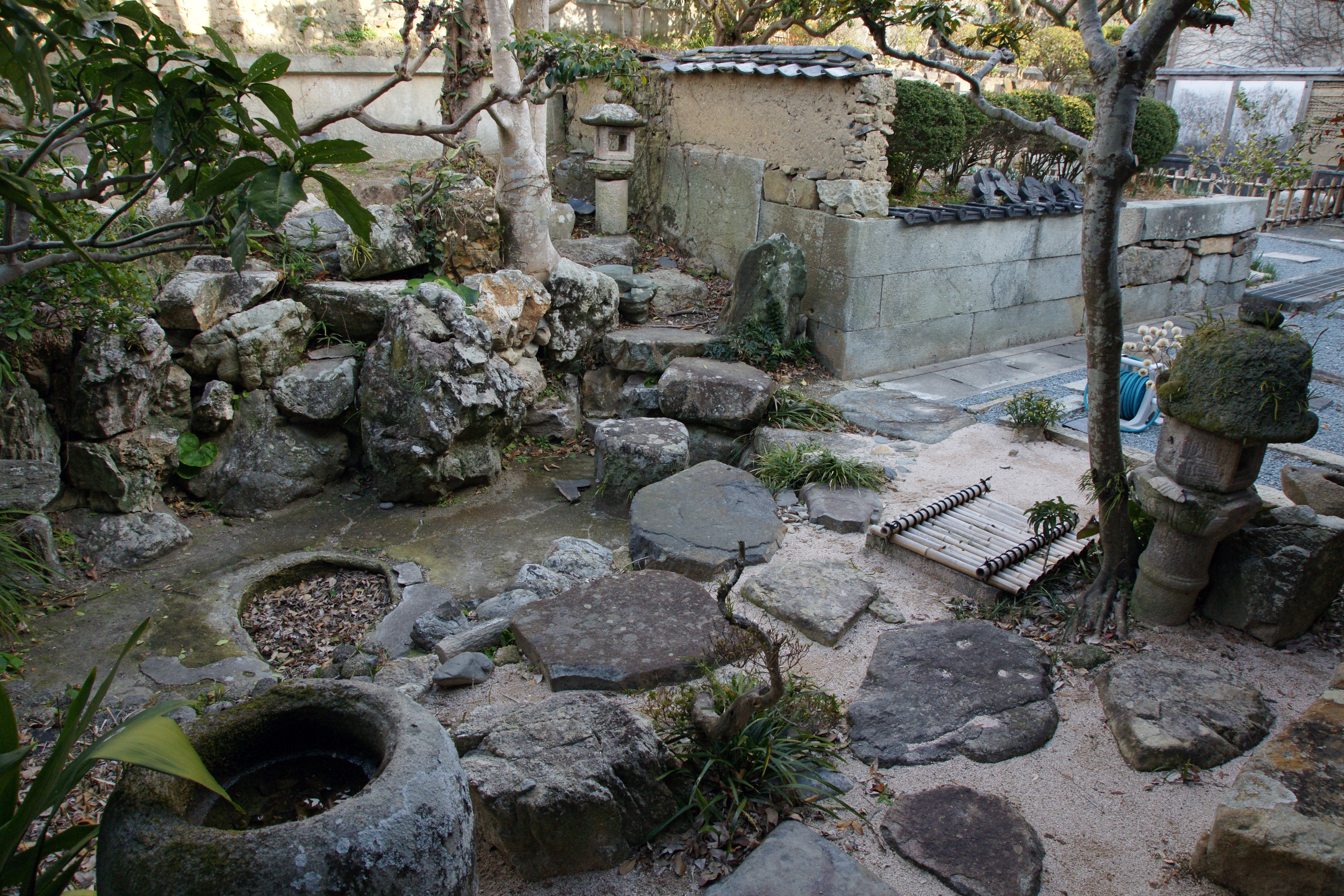
庭園
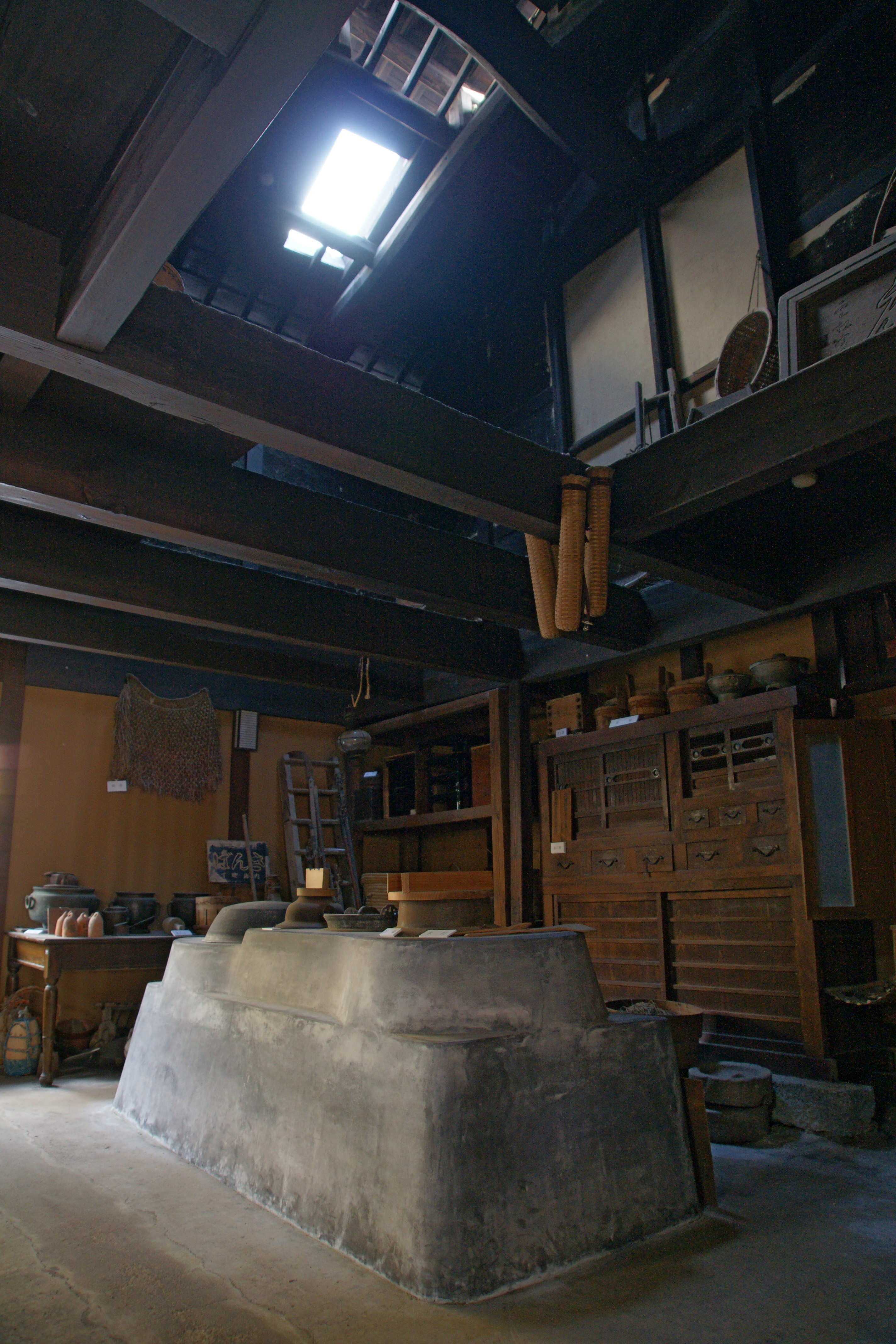
1階 台所
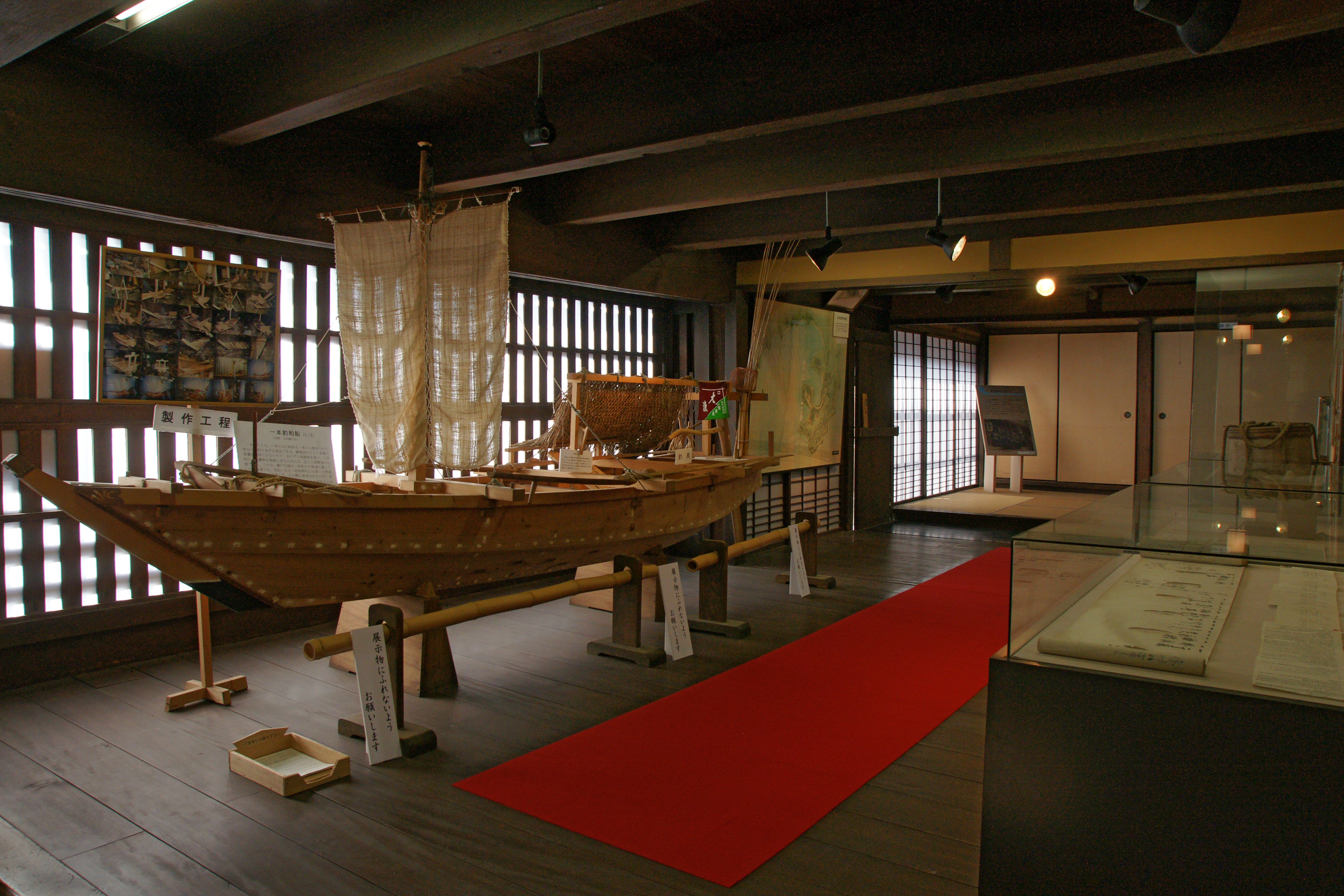
1階 展示室
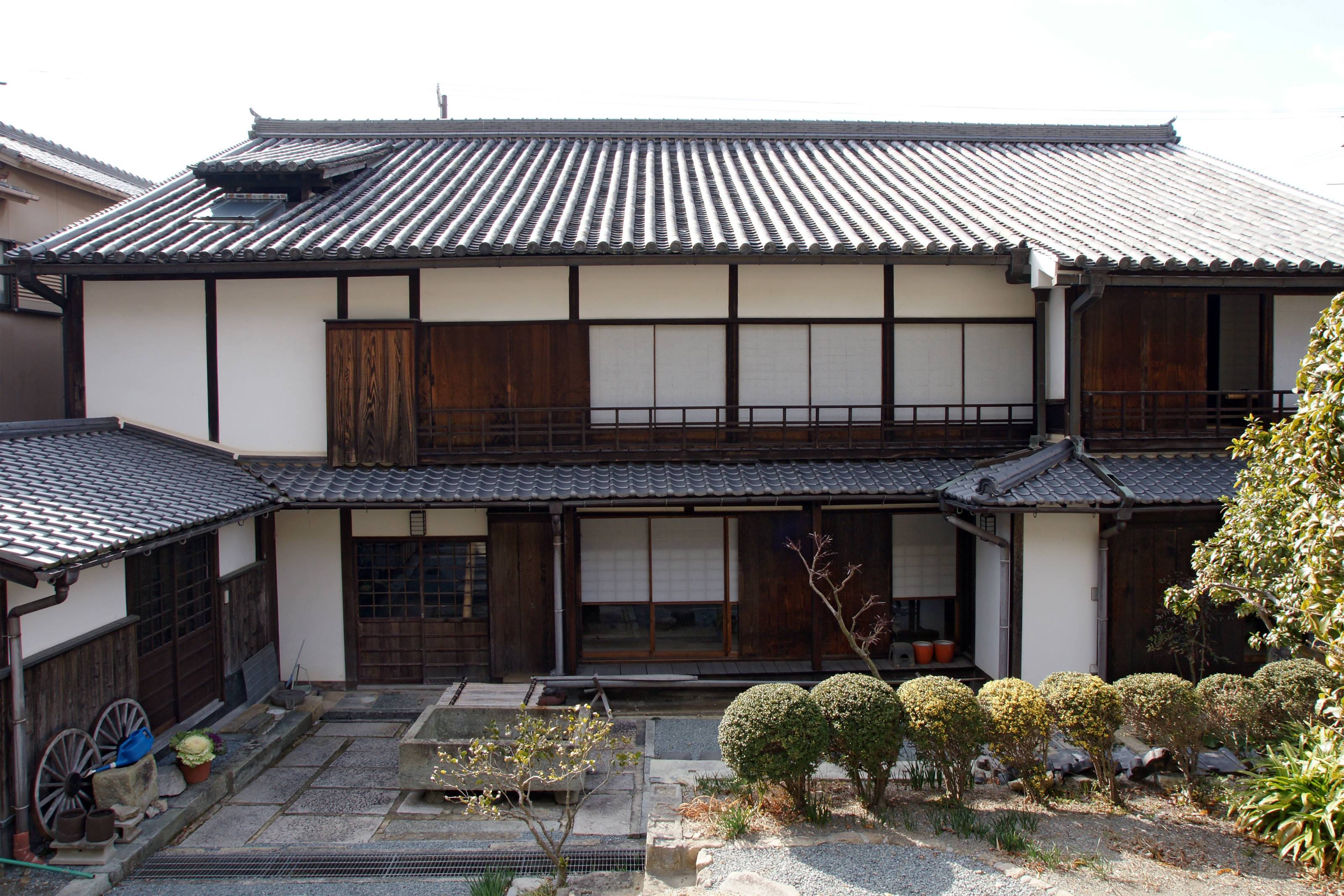
裏手

## 交通アクセス
- 山陽電鉄 山陽網干駅から神姫バスで25分室津バス停下車、徒歩約10分